# Solo Scene
| Recensione | Giudizio |
| ---------- | -------- |
| AllMusic   |          |

Solo Scene è un album del pianista jazz statunitense Lou Levy, pubblicato dalla casa discografica RCA Victor Records nel luglio del 1956.

## Tracce

### LP
Lato A
1. Ding Dong the Witch Is Dead – 2:48 (testo: E. Y. Harburg – musica: Harold Arlen)
2. Lullaby of the Leaves – 3:29 (testo: Joe Young – musica: Bernice Petkere)
3. Making Whoopee – 2:57 (testo: Gus Kahn – musica: Walter Donaldson)
4. It Ain't Necessarily So – 3:41 (musica: George Gershwin)
5. Violets for Your Furs – 3:36 (testo: Tom Adair – musica: Matt Dennis)
6. Get Happy – 3:26 (testo: Ted Koehler – musica: Harold Arlen)

Lato B
1. That Old Black Magic – 3:00 (testo: Johnny Mercer – musica: Harold Arlen)
2. I'll Take Romance – 4:45 (testo: Oscar Hammerstein II – musica: Ben Oakland)
3. Nice Work If You Can Get It – 3:34 (testo: Ira Gershwin – musica: George Gershwin)
4. Black Coffee – 5:14 (Maurice Sigler, Al Goodhart, Al Hoffman)
5. Cheek to Cheek – 3:42 (Irving Berlin)

- Durata brani ricavati dal CD pubblicato nel 1999 dalla BMG Records (74321665052)

## Musicisti
- Lou Levy – pianoforte (solo)

Note aggiuntive
- André Previn – note retrocopertina album [3]